# Rustam Kasimdzjanov
Rustam Kasimdzjanov (uszbekisk: Rustam Qosimjonov; russisk: Рустам Касымджанов) (født 5. december 1979) er en usbekisk skakstormester og tidligere verdensmester i skak.
Kasimdzjanov vandt overraskende FIDEs VM i skak 2004 efter at have slået Alejandro Ramirez, Ehsan Ghaem Maghami, Vasilij Ivantjuk, Zoltán Almási, Aleksandr Grisjtjuk, Veselin Topalov og i finalen Michael Adams.